# Challenger de Cortina 2017

El torneo International Tennis Tournament of Cortina 2017 fue un torneo profesional de tenis. Perteneció al ATP Challenger Series 2017. Se disputó en su 4ª edición sobre superficie tierra batida, en Cortina d'Ampezzo, Italia entre el 24 al el 30 de julio de 2017.

## Jugadores participantes del cuadro de individuales
| Favorito | País                            | Jugador                 | Rank1 | Posición en el torneo |
| -------- | ------------------------------- | ----------------------- | ----- | --------------------- |
| 1        | Bandera de Italia               | Alessandro Giannessi    | 104   | Primera ronda         |
| 2        | Bandera de España               | Marcel Granollers       | 111   | Semifinales           |
| 3        | Bandera de Austria              | Gerald Melzer           | 132   | FINAL                 |
| 4        | Bandera de España               | Roberto Carballés Baena | 155   | CAMPEÓN               |
| 5        | Bandera de Argentina            | Guido Andreozzi         | 158   | Cuartos de final      |
| 6        | Bandera de Italia               | Salvatore Caruso        | 176   | Primera ronda         |
| 7        | Bandera de Italia               | Federico Gaio           | 205   | Primera ronda         |
| 8        | Bandera de Bosnia y Herzegovina | Aldin Šetkić            | 210   | Primera ronda         |

- 1 Se ha tomado en cuenta el ranking del  de julio de 2017.

### Otros participantes
Los siguientes jugadores recibieron una invitación (wild card), por lo tanto ingresan directamente al cuadro principal (WC):
- Riccardo Balzerani
- Jacopo Berrettini
- Andrea Vavassori
- Dragoș Dima

Los siguientes jugadores ingresan al cuadro principal tras disputar el cuadro clasificatorio (Q):
- Pedro Cachín
- Roberto Marcora
- Juan Pablo Paz
- Miljan Zekić

## Campeones

### Individual Masculino
- Roberto Carballés Baena derrotó en la final a  Gerald Melzer, 6–1, 6–0

### Dobles Masculino
- Guido Andreozzi /  Gerald Melzer derrotaron en la final a  Steven de Waard /  Ben McLachlan, 6–2, 7–6(4)